# 巴內斯
巴內斯（西班牙語：Banes）是古巴的城鎮，属奧爾金省，始建於1887年，面積781平方公里，海拔高度100米。2004年，人口81274，人口密度為每平方公里104.1人。